# Cobalto (1942)

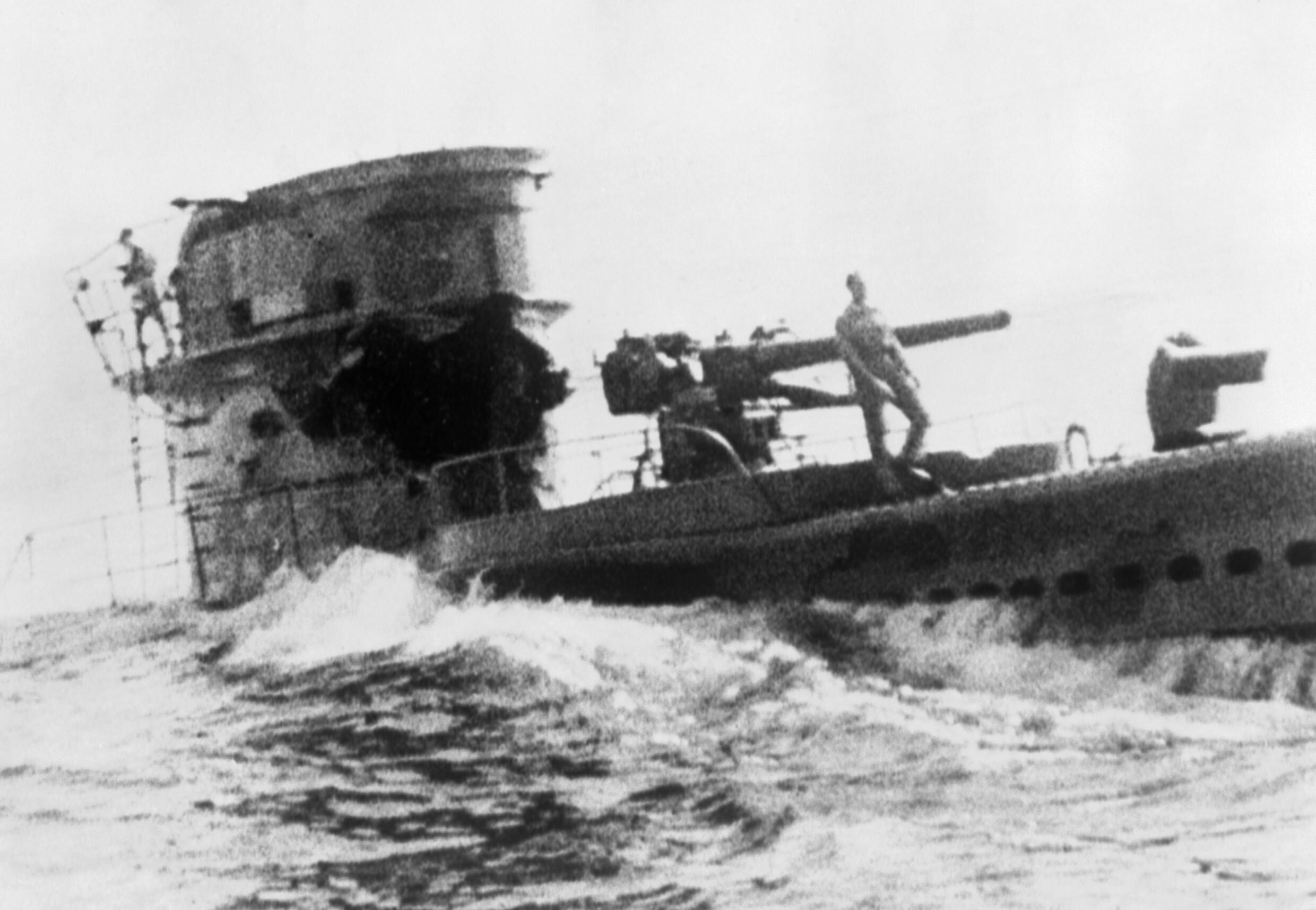
Італійський підводний човен «Кобальто» тоне в ході операції «П'єдестал»

| «Кобальто» | «Кобальто» | «Кобальто» |
| --- | --- | --- |
| Cobalto | | |
| | | |
| Схематичне зображення однотипного італійського підводного човна «Аччайо», що належав до човнів «Платино» 600-ї серії | | |
| Верф | Odero-Terni-Orlando, Ла-Спеція | Odero-Terni-Orlando, Ла-Спеція |
| Під прапором | Королівство Італія | Королівство Італія |
| Належність | Королівські військово-морські сили Італії | Королівські військово-морські сили Італії |
| Закладений | 26 листопада 1940 | 26 листопада 1940 |
| Спуск на воду | 20 серпня 1941 | 20 серпня 1941 |
| Введений до складу флоту                                                                                             | 18 березня 1942 | 18 березня 1942 |
| На службі | 1942 | 1942 |
| Загибель | 12 серпня 1942 року потоплений у бою з британським есмінцем «Ітуріель»                                                                        | 12 серпня 1942 року потоплений у бою з британським есмінцем «Ітуріель»                                                                        |
| Бойовий досвід | Друга світова війна Битва на Середземному морі * Операція «П'єдестал»                                                                         | Друга світова війна Битва на Середземному морі * Операція «П'єдестал»                                                                         |
| Проєкт | | |
| Тип ПЧ | прибережний підводний човен | прибережний підводний човен |
| Основні характеристики                                                                                               | | |
| Швидкість (надводна)                                                                                                 | 14 вузлів (25,9 км/год) | 14 вузлів (25,9 км/год) |
| Швидкість (підводна)                                                                                                 | 7,5 вузлів (13,9 км/год) | 7,5 вузлів (13,9 км/год) |
| Робоча глибина занурення                                                                                             | 75 м | 75 м |
| Гранична глибина занурення                                                                                           | 80 м | 80 м |
| Дальність плавання                                                                                                   | 2300 миль (4260 км) на швидкості 10,5 вузлів у надводному положенні 80 миль (148 км) на швидкості 4 вузли (7,4 км/год) у підводному положенні | 2300 миль (4260 км) на швидкості 10,5 вузлів у надводному положенні 80 миль (148 км) на швидкості 4 вузли (7,4 км/год) у підводному положенні |
| Екіпаж | 44 офіцери та матроси | 44 офіцери та матроси |
| Розміри | | |
| Довжина найбільша (по КВЛ)                                                                                           | 60,18 м | 60,18 м |
| Ширина корпусу найб.                                                                                                 | 6,475 м | 6,475 м |
| Середня осадка (по КВЛ)                                                                                              | 4,78 м | 4,78 м |
| Водотоннажність надводна                                                                                             | 712 т | 712 т |
| Водотоннажність підводна                                                                                             | 865 т | 865 т |
| Силова установка | | |
| Дизель-електрична: 2 × дизельних двигуни Tosi 2 × електродвигуни Ansaldo                                             | | |
| Гвинти | 2 | 2 |
| Потужність | 1500 к. с. (дизелі) 800 к. с. (електродвигун)                                                                                                 | 1500 к. с. (дизелі) 800 к. с. (електродвигун)                                                                                                 |
| Озброєння | | |
| Артилерія | 1 × 100-мм корабельна гармата OTO Mod. 1924/1927/1928                                                                                         | 1 × 100-мм корабельна гармата OTO Mod. 1924/1927/1928                                                                                         |
| Торпедно- мінне озброєння                                                                                            | 6 × 533-мм торпедних апаратів 12 торпед | 6 × 533-мм торпедних апаратів 12 торпед |
| ППО | 1 × 20-мм автоматична зенітна гармата Scotti-Isotta-Fraschini 20/704 2 × 12,7-мм зенітних кулемети Breda Model 1931                           | 1 × 20-мм автоматична зенітна гармата Scotti-Isotta-Fraschini 20/704 2 × 12,7-мм зенітних кулемети Breda Model 1931                           |

«Кобальто» (італ. Cobalto) — військовий корабель, дизель-електричний прибережний підводний човен 600-тонної серії типу «Платино» Королівських ВМС Італії за часів Другої світової війни. «Кобальто» був закладений 26 листопада 1940 року на верфі компанії Odero-Terni-Orlando у Ла-Спеції. 20 серпня 1941 року він був спущений на воду, а 18 березня 1942 року увійшов до складу Королівських ВМС Італії.
За нетривалий час служби «Кобальто» здійснив 3 бойових походи у Середземне море, пройшовши 1604 миль у надводному положенні та 636 — у підводному положенні.

## Історія служби
Після вступу на службу човен базувався в Аугусті. 30 липня 1942 року «Кобальто» завершив свою першу патрульну місію, діючи у водах біля острова Ла Галіт; він не зустрів жодного корабля чи судна противника.
Приблизно 11-12 серпня 1942 року його було відправлено на північ від узбережжя Тунісу, між Скольо Фрателлі та Банко Скеркі. «Кобальто» отримав наказ діяти разом із десятьма іншими підводними човнами та утворити підводний заслін, здатний протидіяти британському конвою, який прямував на Мальту в операції «П'єдестал».
12 серпня о 13:45 підводний човен, що ховався приблизно в тридцяти милях на північний схід від Ла-Галіте, помітив 12 есмінців (частина ескорту одного з британських формувань, які брали участь в операції «П'єдестал») на відстані від 18 000 до 20 000 метрів. Потім він вийшов на глибину 50 метрів і попрямував атакувати британські кораблі, піднімаючись на перископічну глибину два-три рази.
Близько 14:00, готовий запустити торпеди, «Кобальто» досяг перископічної глибини і повернув на північ, але відразу ж помітив за 300 метрів есмінець, який готувався до атаки. Вибухами перших глибинних бомб, скинутих есмінцями «Ітуріель» і «Патфайндер», італійський підводний човен був уражений, коли він був на глибині лишень 18 метрів, зазнали пошкоджень вежа та рулі. На глибині 120 метрів відбувся другий підрив бомб, які вивели з ладу двигун правого борту та спричинили інші пошкодження, включаючи знищення радіообладнання. «Кобальто», попри спроби екіпажу зупинити його або змусити його виринути, продовжував тонути, нахиляючись на корму.
Нарешті підводному човну вдалося спливти, але «Ітуріель», що знаходився на відстані 300—350 метрів, почав обстрілювати «Кобальто» гарматами і кулеметами (снаряд влучив у вежу, спричинивши величезний розриву в корпусі), а потім намагався протаранити італійську субмарину.
Оскільки нічого не залишалося робити, командиром було наказано розпочати затоплення та залишити човен. Невдовзі після цього «Ітуріель» влучив у правий борт підводного човна, який уже тонув з носом і зануреною кормою. О 17:02 «Кобальт» підняв носову частину й затонув. «Ітуріель» також зазнав серйозних пошкоджень унаслідок тарану.
Весь екіпаж був знайдений і взятий у полон до «Ітуріеля», за винятком двох чоловіків, які загинули в бою. Два англійські моряки також загинули під час спроби захопити тонучий «Кобальто».